# 法元明菜のほーみんGOOD
『法元明菜のほーみんGOOD』（ほうもとあきなのほーみんグッド）は、ニコニコチャンネル「PHONONチャンネル」内で月1回配信されている声優バラエティ番組である。

## 番組概要
2022年7月22日開始。法元明菜の看板番組。
「声優ともだちと視聴者のみんなをお招きする憩いの場を作ってリアルで遊びたい!」を番組コンセプトとしており、DIYで家具などを制作し、豪華にしたお家で「ほーみんホームパーティー」という視聴者参加型イベントを開催する事を目標としている。
2023年5月21日には、「法元明菜のほーみんGOOD DVD vol.1発売記念 ～ほーみんホームパーティー～」と題した初のオフラインイベントが開催され、番組が掲げていた目標を達成した。

## 出演者
- 法元明菜

## 放送回
| 放送回 | 初回放送日     | ゲスト     | 備考                                |
| ------ | -------------- | ---------- | ----------------------------------- |
| #1     | 2022年 7月22日 | 小泉萌香   | はじめてのDIY!棚作りに挑戦 前編     |
| #2     | 8月26日        | 小泉萌香   | はじめてのDIY!棚作りに挑戦 後編     |
| #3     | 9月30日        | 内田秀     | ウェルカムボード作りに挑戦 前編     |
| #4     | 10月28日       | 内田秀     | ウェルカムボード作りに挑戦 後編     |
| #5     | 11月30日       | 矢野妃菜喜 | オリジナルの机作りに挑戦 前編       |
| #6     | 12月30日       | 矢野妃菜喜 | オリジナルの机作りに挑戦 後編       |
| #7     | 2023年 1月28日 | 菅沼千紗   | オリジナルスタッフTシャツ作りに挑戦 |
| #8     | 2月24日        | 菅沼千紗   | オリジナルTシャツ交換会             |
| #9     | 3月31日        | 水野朔     | オリジナル時計作りに挑戦 前編       |
| #10    | 4月29日        | 水野朔     | オリジナル時計作りに挑戦 後編       |
| #11    | 5月31日        | 山崎エリイ | ドリップスタンド作りに挑戦 前編     |
| #12    | 6月28日        | 山崎エリイ | ドリップスタンド作りに挑戦 後編     |
| #13    | 7月26日        | 田中ちえ美 | ガラス作品作りに挑戦 前編           |
| #14    | 8月31日        | 田中ちえ美 | ガラス作品作りに挑戦 後編           |
| #15    | 9月30日        | 星谷美緒   | シルバーアクセサリー作りに挑戦 前編 |
| #16    | 10月31日       | 星谷美緒   | シルバーアクセサリー作りに挑戦 後編 |
| #17    | 11月30日       | 高橋花林   | オリジナルカホン作りに挑戦 前編     |
| #18    | 12月30日       | 高橋花林   | オリジナルカホン作りに挑戦 後編     |
| #19    | 2024年 1月31日 | なし       | 家主1人で料理DIYに挑戦              |
| #20    | 2月29日        | なし       | 食後のデザート作りに挑戦            |
| #21    | 3月31日        | 林鼓子     | アロマキャンドル作りに挑戦 前編     |
| #22    | 4月30日        | 林鼓子     | アロマキャンドル作りに挑戦 後編     |
| #23    | 5月30日        | 亜咲花     | 藍染め体験に挑戦 前編               |
| #24    | 6月29日        | 亜咲花     | 藍染め体験に挑戦 後編               |
| #25    | 7月31日        | 鈴木絵理   | DIYで夏を感じようスペシャル!!       |
| #26    | 9月30日        | 鈴木絵理   | 夏らしいゲームをDIYしちゃおう!!     |
| #27    | 10月20日       | なし       | 番組グッズを家主がDIY!!             |
| #28    | 11月29日       | なし       | グー民と遊べるゲームをDIY!!         |
| #29    | 12月27日       | 村上奈津実 | 村上奈津実ちゃんと陶芸体験 前編     |
| #30    | 2025年 1月31日 | 村上奈津実 | 村上奈津実ちゃんと陶芸体験 後編     |
| #31    | 2月28日        | なし       | 大好物のチーズケーキ作りに挑戦!!    |
| #32    | 3月31日        | なし       | ほみグアレンジたこ焼きDIYに挑戦!!   |
| #33    | 4月26日        | 相良茉優   | 水引を使ったDIYに挑戦!! 前編        |
| #34    | 5月30日        | 相良茉優   | 水引を使ったDIYに挑戦!! 後編        |
| #35    | 6月28日        | 長月あおい | 長月あおいちゃんと風鈴DIY 前編      |
| #36    | 7月30日        | 長月あおい | 長月あおいちゃんと風鈴DIY 後編      |

## イベント
- 『法元明菜のほーみんGOOD DVD vol.1発売記念 ～ほーみんホームパーティー～』

開催日：2023年5月21日
出演者：法元明菜、小泉萌香（1部）、内田秀（2部）
会場：東京証券会館ホール
- 『法元明菜のほーみんGOOD DVD vol.2発売記念 ～ほーみんホームパーティー～』

開催日：2024年2月17日
出演者：法元明菜、菅沼千紗（1部）、矢野妃菜喜（2部）
会場：損保会館　大会議室
- 『法元明菜のほーみんGOOD DVD vol.3発売記念 ～ほーみんホームパーティー～』

開催日：2024年11月3日
出演者：法元明菜、山崎エリイ（1部・2部）
会場：両国KFC Hall Annex
- 『法元明菜のほーみんGOOD DVD vol.4発売記念 ～ほーみんホームパーティー～』

開催日：2025年3月1日
出演者：法元明菜、星谷美緒（1部）、田中ちえ美（2部）
会場：両国KFC Hall Annex

## スタッフ
- 制作・著作：テンフィート